# Tumulus allongé

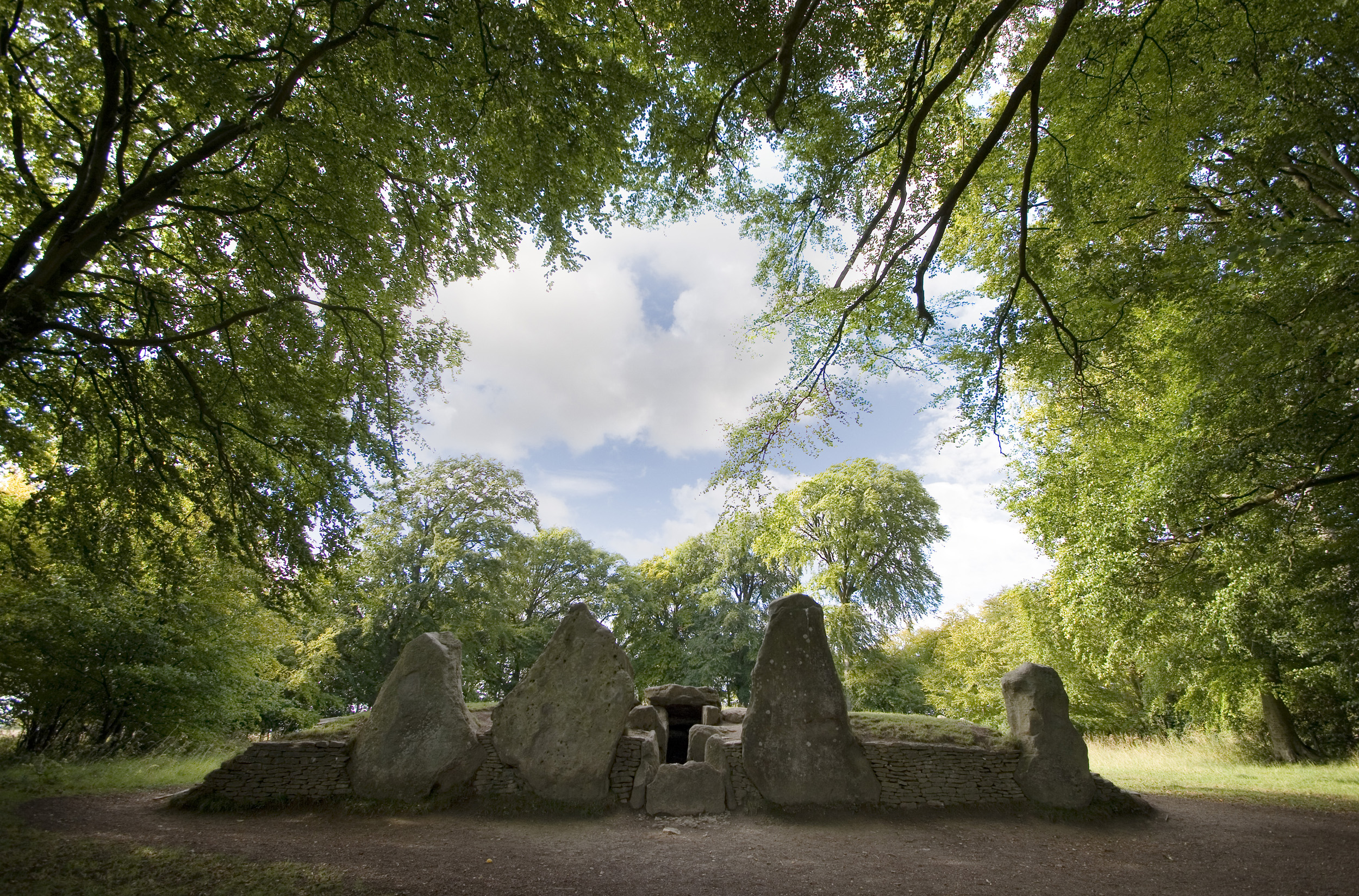
Vue de Wayland la Forge Long Barrow, un remarquable long barrow près de Uffington

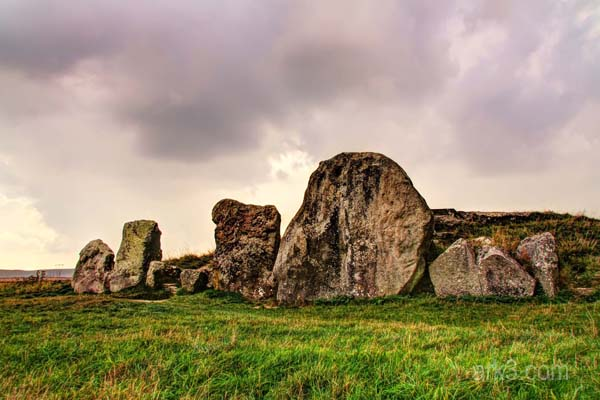
Vue de West Kennet Long Barrow, un exemple fameux de long barrow

Un tumulus allongé est un monument préhistorique datant généralement du Néolithique. Beaucoup datent du IVe millénaire av. J.-C. et comptent ainsi parmi les plus anciennes structures architecturales jamais construites. Elles sont interprétées comme des tombes collectives.
Les tumulus allongés sont rectangulaires ou trapézoïdaux. On en trouve aussi dans des cultures plus récentes, notamment celtiques, slaves et baltes du nord de l'Europe au Ier millénaire de notre ère.
Ces dernières années, la construction de tumulus semble avoir connu un renouveau en Angleterre.

## Fonction

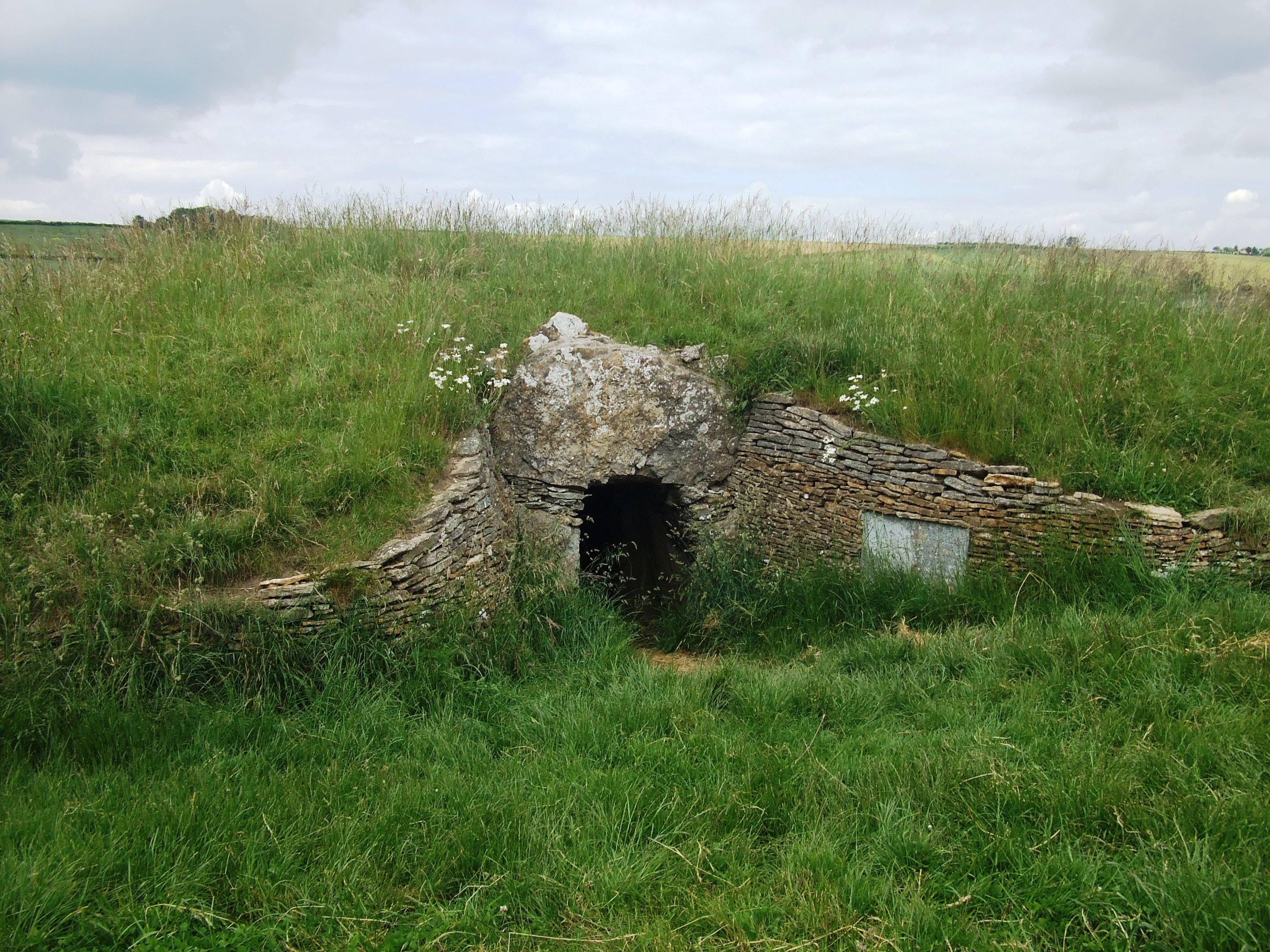
Vue de l'entrée à Stoney Littleton Long Barrow

Toutes les fonctions des tumulus allongés ne sont pas connues. Ils étaient utilisés comme monuments funéraires dès leur construction. Cette utilisation s'est poursuivie pendant une longue période. Les défunts ont été placés dans la terre des monuments pendant de nombreux siècles.
On a supposé qu'ils avaient aussi des rôles culturels liés à la réattribution des rôles, par exemple dans les rôles de type domestique qui existaient (comme l'éducation des enfants) dans les milieux où les taux de mortalité à la naissance des enfants étaient élevés, ainsi que dans les tâches agricoles et d'autres tâches pratiques qui auraient nécessité une redistribution à différents membres de la communauté lors du décès de l'un de ses membres.
Ils contiennent des os de nombreuses personnes, qui montrent souvent des signes de déplacement ou de tri réguliers. On sait que cela s'est produit à West Kennet Long Barrow dans le Wiltshire, par exemple.

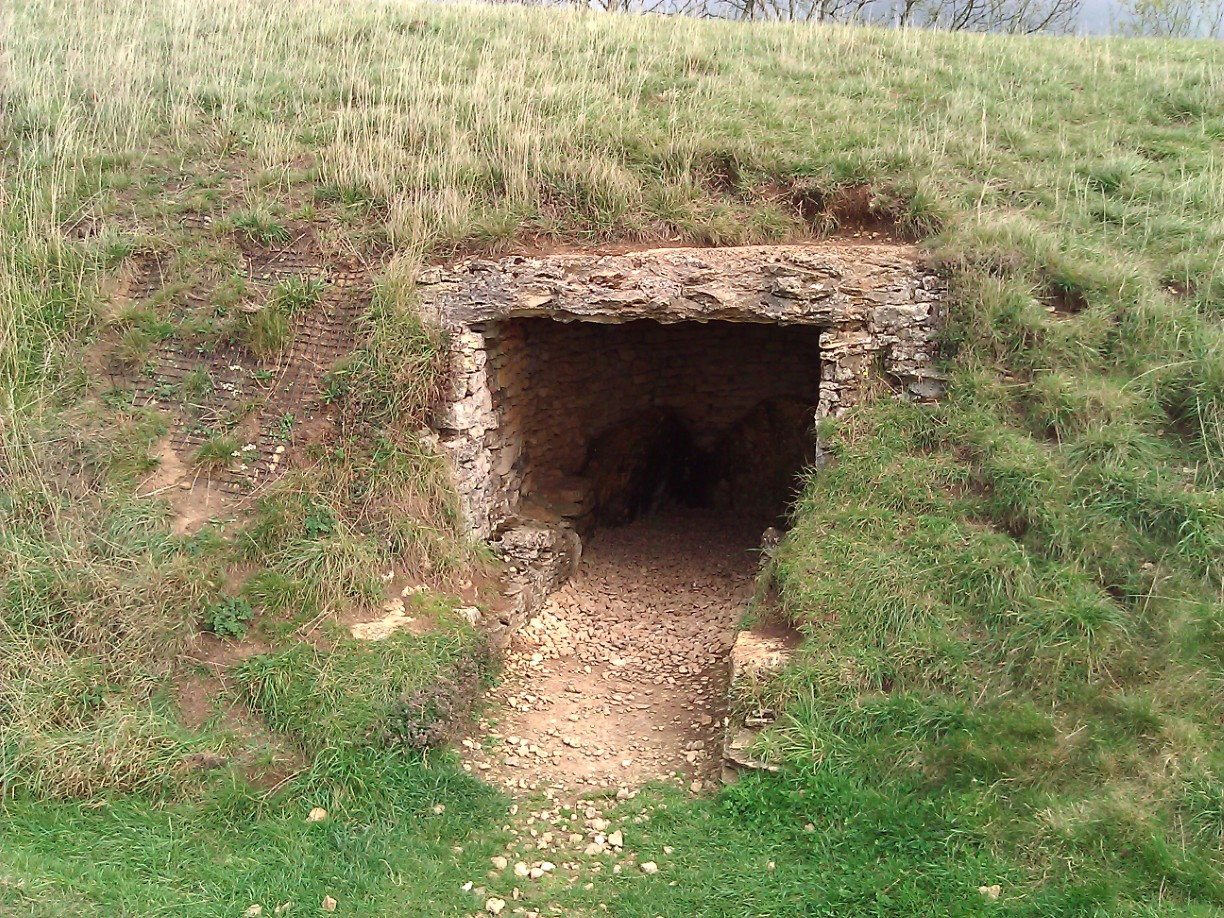
À la vue d'une fouillé la chambre à Belas Knap

Il semble que les structures aient été utilisées régulièrement, non seulement pour l'enterrement de défunts, mais aussi pour réutiliser les vieux os. Il est possible que les os aient été retirés du tumulus pour quelque raison que ce soit et qu'ils y soient retournés plus tard. Certains auteurs supposent que cela faisait partie d'une pratique de vénération des ancêtres.

## Vestiges d'anciens tumulus allongés en Angleterre
Les techniques modernes de travail du sol ont causé beaucoup de dommages aux tumulus. Selon l'English Heritage, au cours des six dernières décennies, autant que le labour traditionnel l'a fait en six siècles.
Plus précisément, on pense que 50 % des tumulus allongés du Gloucestershire ; 66 % de l'Hampshire ; 80 % du Lincolnshire ; et presque tous les tertres funéraires de l'Essex ont été endommagés.
On pense aussi que certains tumulus ont été réincorporés dans des structures ultérieures qui ont masqué leur existence.

## Répartition géographique

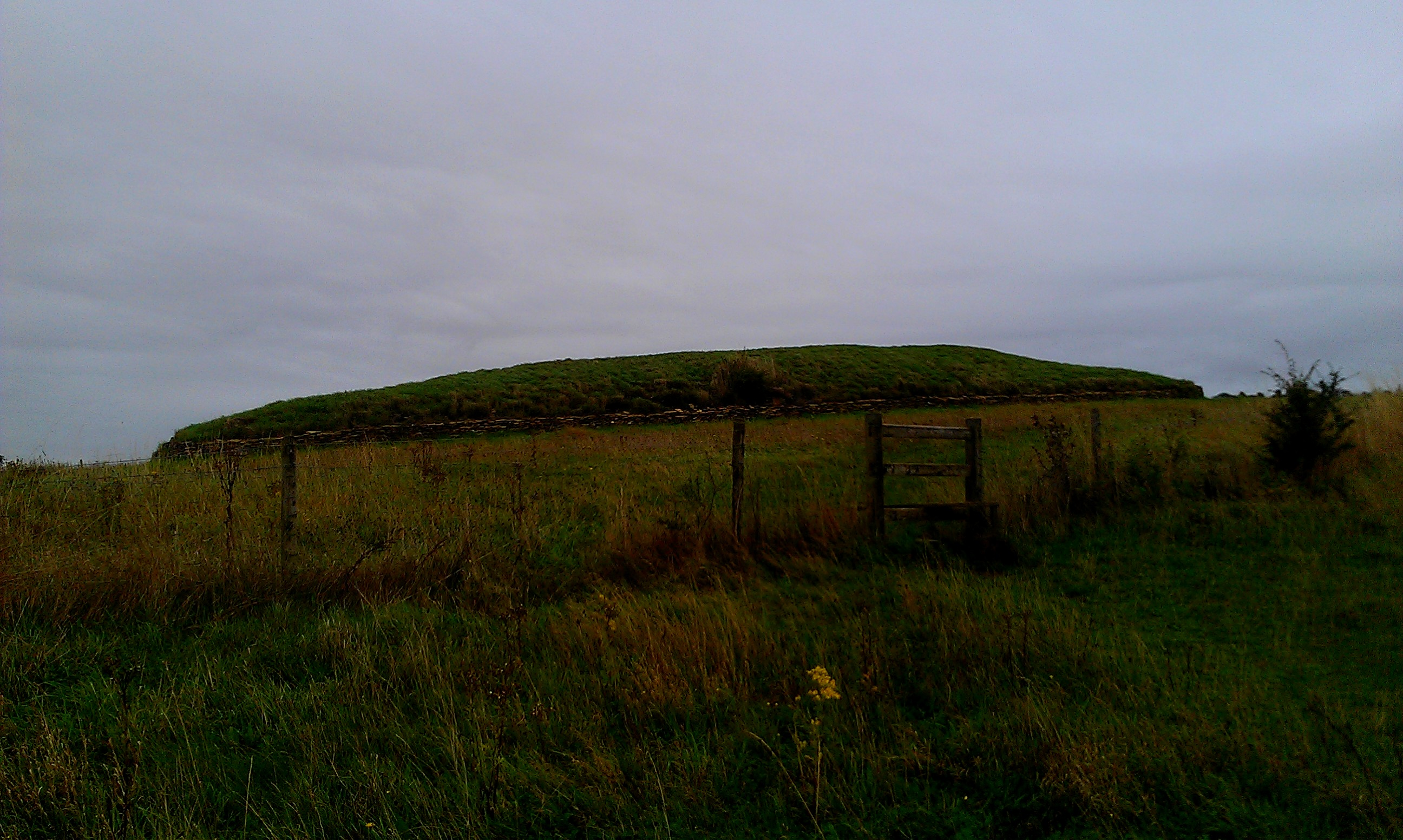
Vue de Stoney Littleton Long Barrow

La répartition de ces structures en Grande-Bretagne n'est pas uniforme. Il y a une concentration le long du cours inférieur du fleuve Severn et dans les Cotswolds, et des exemplaires gallois, au sud-est de l'Angleterre, et quelques exemplaires le long de la frontière galloise et dans le nord-ouest.
On ne sait pas si cette répartition est liée à un biais de conservation ou si les tumulus étaient localisés préférentiellement dans certaines zones au Néolithique. Par exemple, on en trouve peu dans les Midlands de l'Ouest.

## Anthropologie
Diverses cultures anciennes semblent avoir érigé des tumulus au fil du temps. On observe une telle tradition dans la culture Famadihana découverte à Madagascar.

## Tumulus modernes
En 2015, pour la première fois depuis des milliers d'années, un tumulus allongé, inspiré de ceux construits à l'époque néolithique, a été construit sur des terres juste à l'extérieur du village de All Cannings. Le projet a été initié par Tim Daw, un agriculteur local et intendant de Stonehenge. Le tumulus a été conçu pour avoir un grand nombre de niches individuelles à l'intérieur de la structure de pierre et de terre pour recevoir les urnes d'incinération.
La structure reçut une attention médiatique importante, la presse nationale écrivant abondamment sur le renouveau des structures et divers épisodes de tournage, par exemple par BBC Countryfile (en) au moment de sa construction. Il a été entièrement souscrit en dix-huit mois..
Peu après, un nouveau tumulus a été construit près de St Neots. D'autres projets de relance des tumulus sont en cours de développement dans le Herefordshire et à Soulton dans le Shropshire.

## Exemples
Voici des exemples de tumulus allongés notables qui sont parvenus jusqu'à nos jours :
- West Kennet Long Barrow, Wiltshire, Angleterre
- Belas Knap, Gloucestershire, Angleterre
- Coldrum Long Barrow (en), Kent, Angleterre
- Uley Long Barrow (en), Gloucestershire, Angleterre
- Stoney Littleton Long Barrow (en), Somerset, Angleterre
- Grønsalen (en) sur l'île de Møn, le plus long tumulus du Danemark
- Terrassements (archéologie)

## Galerie

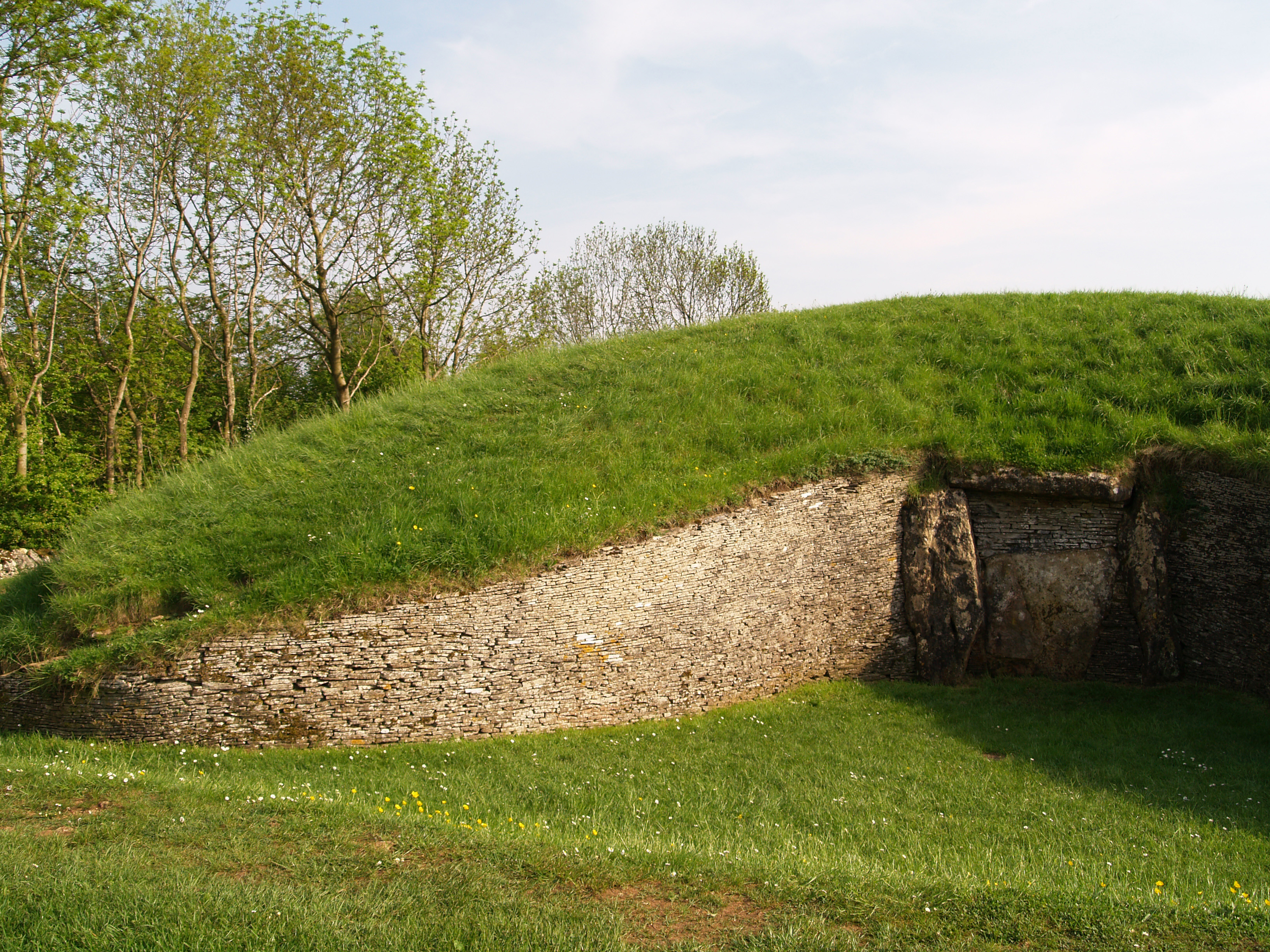
Belas Knap Long Barrow.
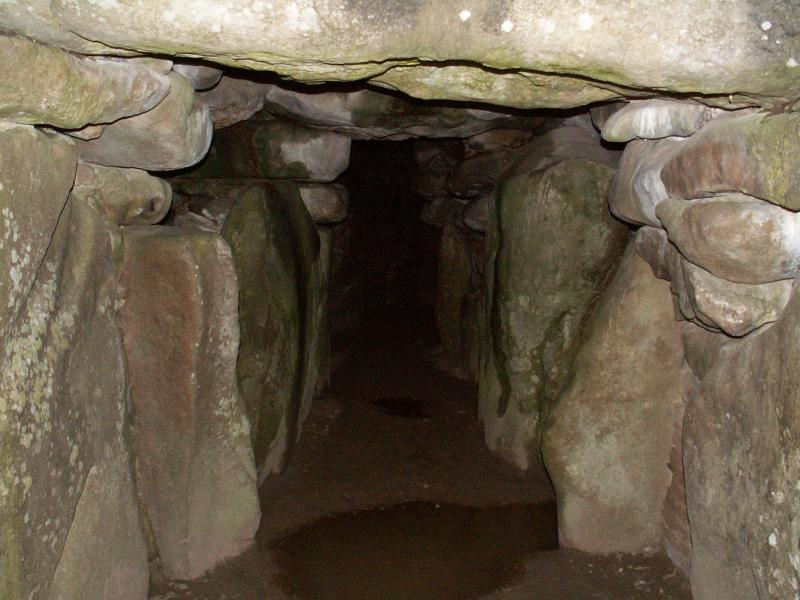
West Kennet Long Barrow, intérieur.
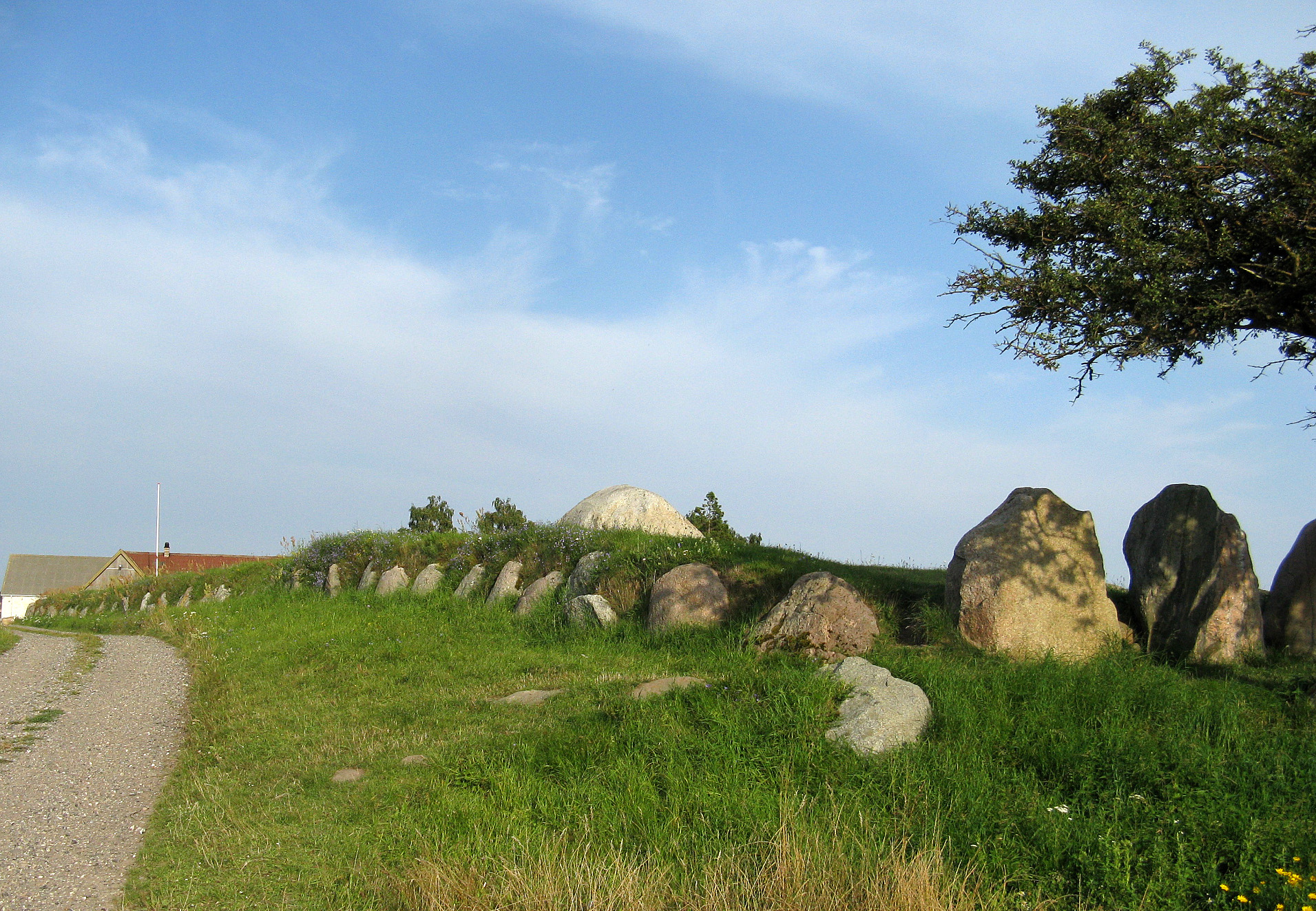
Grønsalen Long Barrow.
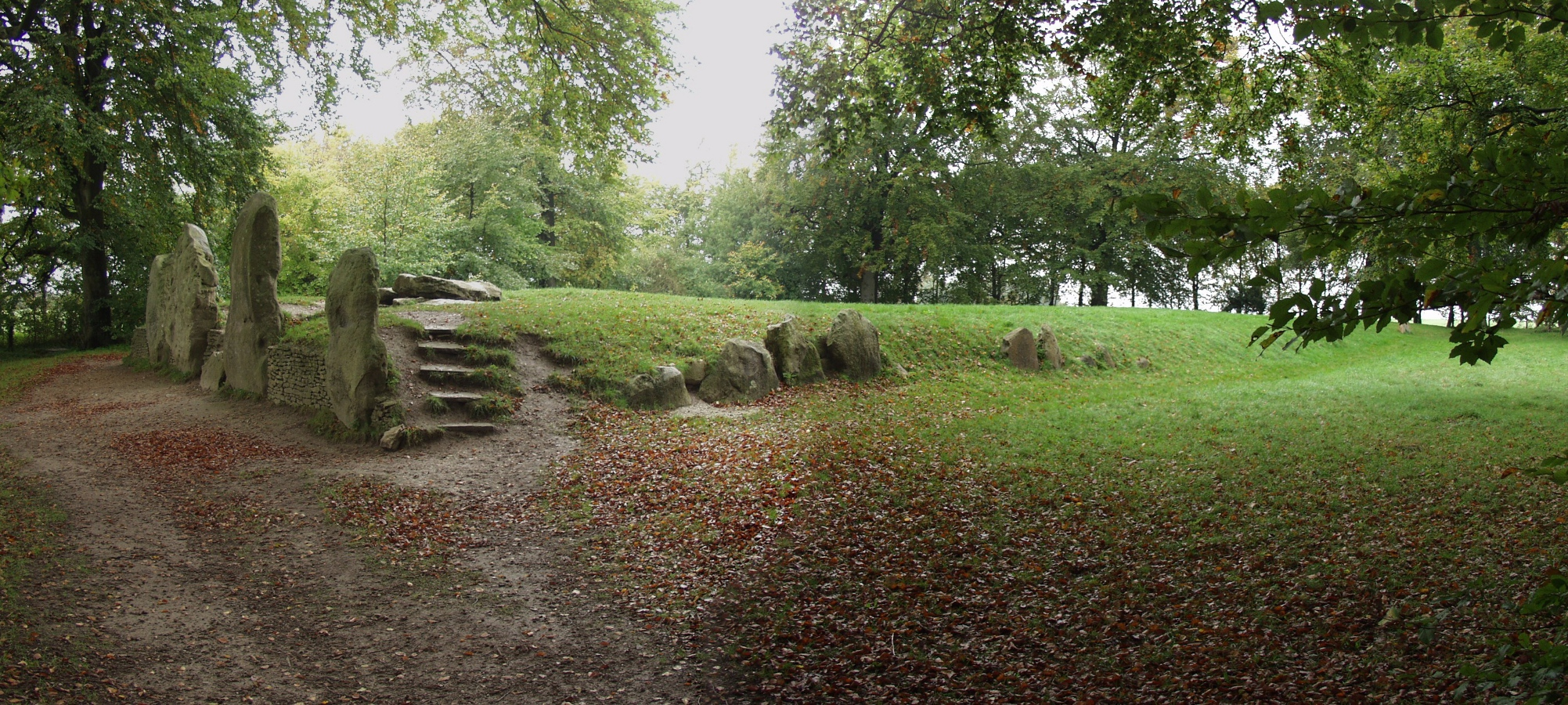
Side view of Wayland's Smithy Long Barrow.
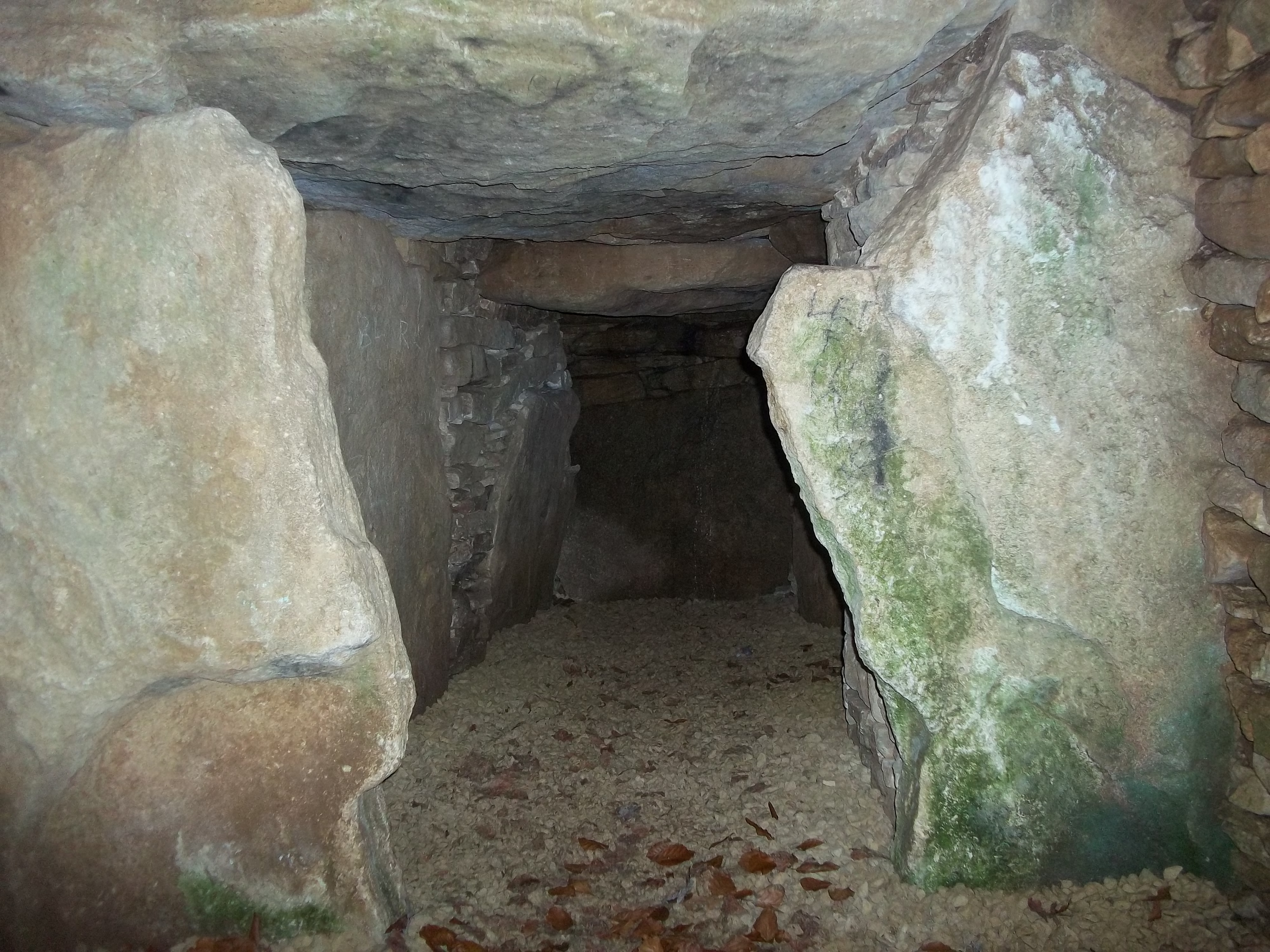
Uley Long Barrow, dernière chambre.
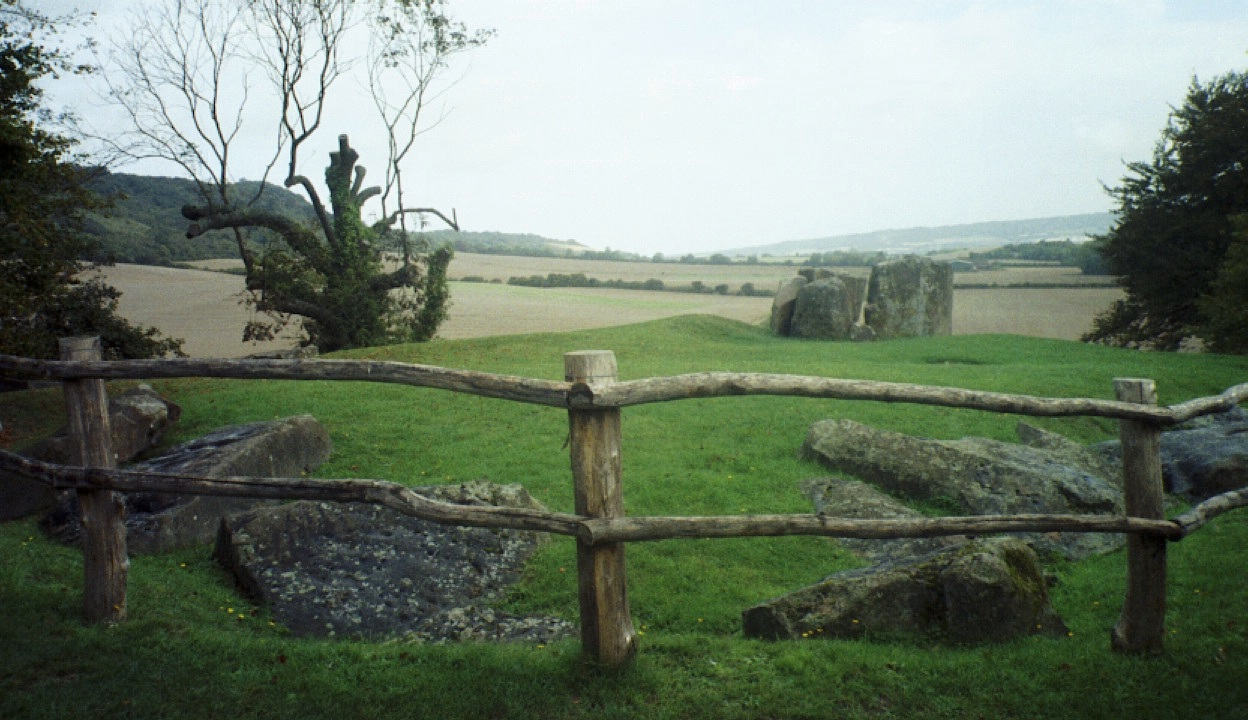
Coldrumeast Long Barrow.
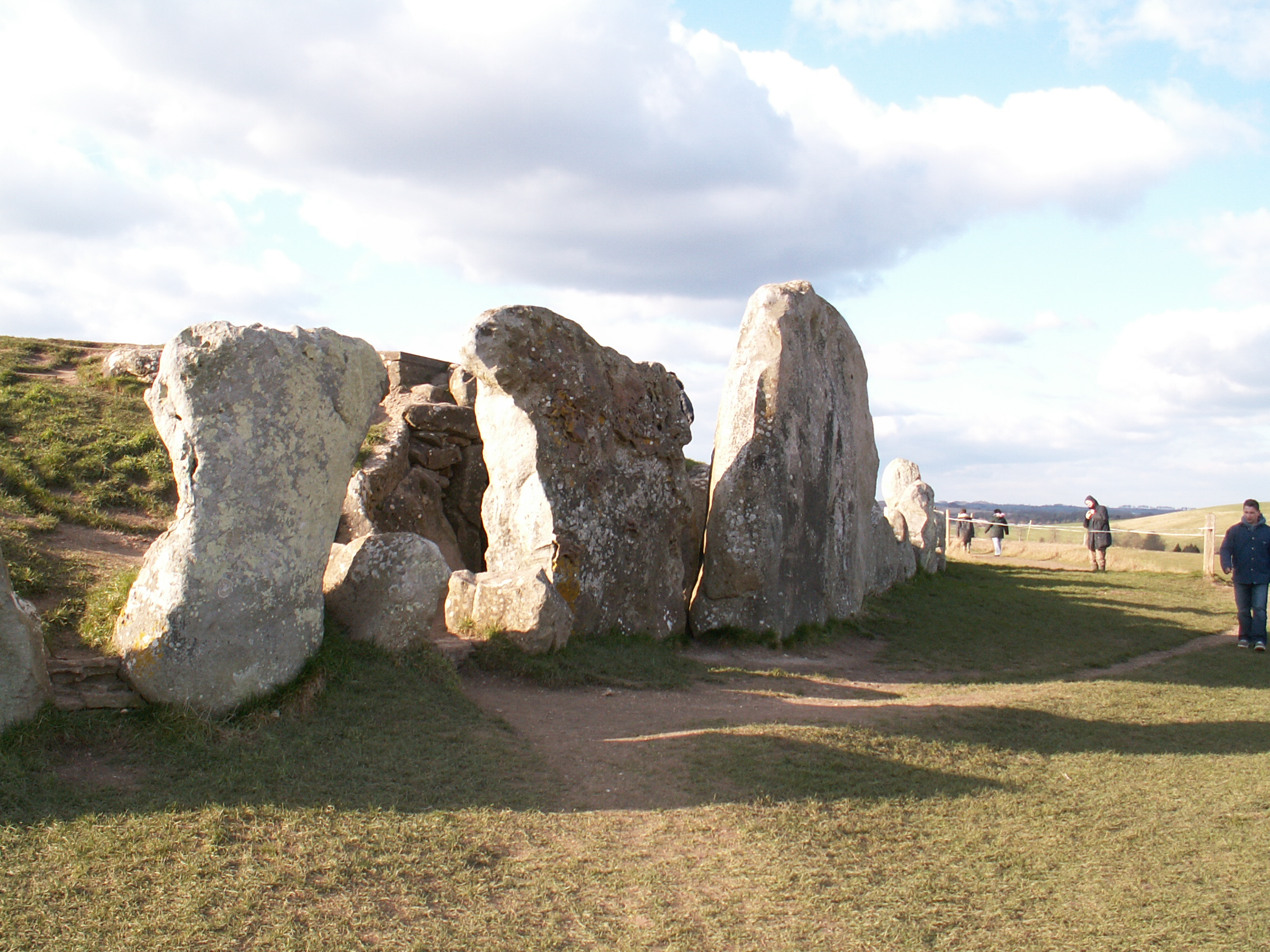
West Kennet Long Barrow.

## Dans la culture
Beowulf se bat contre un dragon à la fin du poème et un tumulus est érigé sur ses cendres.
J. R. R. Tolkien a inclus Coteaux des Tertres dans son monde de la Terre du Milieu basé sur le vieux norrois telles que Draugr ou vǣttr (wights).